# Yumi Tamura
Yumi Tamura (田村由美?) es una mangaka japonesa, nacido en la prefectura de Wakayama y actualmente reside en Tokio, Japón. Su cuento de debut titulado, Ore-tachi no Zettai Jikan ("Este es el momento para nosotros") fue publicado en el año de 1983 en Betsucomi y recibió el Gran Premio Shogakukan en su edición del año 1983 para los nuevos artistas. Desde entonces, ha realizado más de 50 volúmenes recopilados de cuentos y series.
Obras populares como Tomoe ga Yuku! ("Ahí va Tomoe") ejemplifican su trabajo, pero ella hizo su reputación con la prolongada serie shōjo de aventuras/acción, Basara, con lo que obtuvo el Premio Shōgakukan en la categoría de manga shōjo. Su última serie, 7 Seeds, le permite ganar un segundo premio Shogakukan para el manga shojo en el año 2003, que se serializó hasta 2017 en la revista Flowers, en Japón. Chicago es la primera serie que se publicará en Norteamérica.
Además de manga, ha publicado 4 novelas con ilustraciones creadas por sí misma, así como hacer el diseño de personajes de Live A Live de Square-Enix para Super Famicom en el capítulo de ciencia ficción, "el corazón mecánico".

## Obras
Las obras más destacadas están en negrita:
- 7 Seeds (2001-2017)[2]
- 17 Nichime no Chopin  (1987)
- Ano Natsu ga Owaru (1987)
- Bishop no Wa (1990)
- Basara (1990–1998)[2]
- Boku ga Tenshi wo Unda Riyuu (1992)
- Boku ga Boku wo Wasureta Riyuu (1993)
- Boku ga Santa ni Atta Riyuu (1994)
- Boku ga Gomi wo Suteta Riyuu (1995)
- Boku ga Juuban Shoubusuru Wake (2001)
- Bokura no Mura ni wa Mizuumi ga atta (2007)
- Box Kei! (2000)
- Chicago (2000–2001)
- Chotto Eiyuushite Mitai (2003)
- Hare Tokidoki Yami (1999)
- Hearts (1996)
- Madonna ni Tsugu (1992)
- Megami ga Ochita Hi (1995)
- Neko Mix Genkitan Toraji (2008-en curso)
- Odoru Kyoushitsu (1999)
- Ore-tachi no Zettai Jikan (1983)
- Ouji-kun (1999)
- Roppongi Shinjuu (1991)
- Shinwa ni Natta Gogo (1986)
- Tamura Yumi the Best Selection (2008)
- Tomoe ga Yuku! (1987–1990)
- Toorima 1991 (1998)
- Wangan Jungle (2002)
- Wild Com. (1999)
- X-Day (1993)